# Shizhuang
Shizhuang (kinesiska: 史庄, 史庄乡) är en socken i Kina. Den ligger i provinsen Shanxi, i den norra delen av landet, omkring 230 kilometer nordost om provinshuvudstaden Taiyuan. Antalet invånare är 4 915. Befolkningen består av 2 328 kvinnor och 2 587 män. Barn under 15 år utgör 16,0 %, vuxna 15-64 år 72 %, och äldre över 65 år 10,0 %.
Genomsnittlig årsnederbörd är 639 millimeter. Den regnigaste månaden är juli, med i genomsnitt 160 mm nederbörd, och den torraste är januari, med 3 mm nederbörd.